# Lyngby Sogn (Norddjurs Kommune)
 For alternative betydninger, se Lyngby Sogn. (Se også artikler, som begynder med Lyngby Sogn)
Lyngby Sogn var et sogn i Norddjurs Provsti (Århus Stift).
I 1800-tallet var Albøge Sogn anneks til Lyngby Sogn. Begge sogne hørte til Djurs Sønder Herred i Randers Amt. Lyngby-Albøge sognekommune blev ved kommunalreformen i 1970 indlemmet i Grenaa Kommune, som ved strukturreformen i 2007 indgik i Norddjurs Kommune.
I Lyngby Sogn ligger Lyngby Kirke fra Middelalderen og Trustrup Kirke fra 1988.
Sognet blev 1. oktober 2021 sammenlagt med Albøge Sogn til Lyngby-Albøge Sogn.
I sognet findes følgende autoriserede stednavne:
- Allelev (bebyggelse, ejerlav)
- Allelevsund (bebyggelse)
- Bavnehøj (areal)
- Fladstrup (bebyggelse, ejerlav)
- Fævejle (ejerlav, landbrugsejendom)
- Louisehøj (areal)
- Lykkesholm (ejerlav, landbrugsejendom)
- Lyngby (bebyggelse, ejerlav)
- Mariendal (bebyggelse)
- Obdrup (bebyggelse, ejerlav)
- Saldrup (bebyggelse, ejerlav)
- Trustrup (bebyggelse, ejerlav)